# Mingrelia

La regione storica di Samegrelo, nella Georgia.

Megrelia, Mingrelia o Samegrelo/Samargalo (in georgiano სამეგრელო?, Samegrelo; in mingrelio: სამარგალო, Samargalo) è una provincia storica situata nella parte occidentale della Georgia, anteriormente nota come Odishi.
È abitata dai mingreli, un sottogruppo etnico dei georgiani.

## Geografia
La Mingrelia confina con la regione secessionista dell'Abcasia a nord-ovest, Svaneti a nord, Imereti a est, Guria a sud e il Mar Nero a ovest.
Amministrativamente, la provincia storica di Mingrelia è incorporata insieme alla parte settentrionale della provincia montana confinante di Svaneti per formare la regione Samegrelo-Zemo Svaneti. La capitale, e anche la città principale della Mingrelia, è Zugdidi.

## Storia

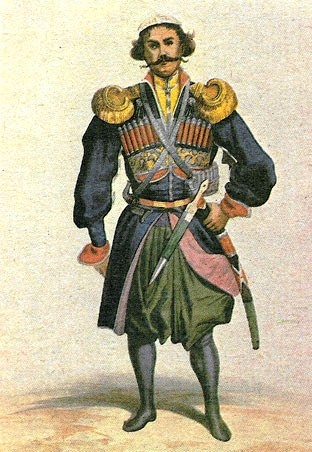
Principe mingrelio, di Grigorij Gagarin, anni quaranta dell'Ottocento.

Nei tempi antichi la Mingrelia costituiva la maggior parte del regno della Colchide (IX-VI secolo a.C.) e di quello successivo di Egrisi (IV secolo a.C.-VI secolo d.C.) Nell'XI-XVI secolo, la Mingrelia faceva parte del Regno di Georgia unito. 
Nel 1463 Bagrat VI di Georgia, alla testa di una coalizione di nobili georgiani, sconfisse il suo oppositore Giorgio VIII alla battaglia di Cichori, occupando Kutaisi e incoronandosi re di Imereti. In cambio dell'aiuto ricevuto, il nuovo sovrano fu costretto a donare un principato (samtavro) a ognuno dei suoi quattro principali alleati: così i Dadiani ottennero la Mingrelia e la governarono come uno stato di fatto semi-indipendente.
Dal XVI secolo al 1857, il principato indipendente di Mingrelia restò sotto il governo della casa dei Dadiani, vassalla dell'impero ottomano e dunque un'entità autonoma sotto l'impero russo. Tra il 1857 e il 1867 venne assorbita dall'impero russo.
Nel dicembre del 1803, il principato venne a trovarsi sotto il protettorato dell'impero russo tramite un accordo tra lo Zar e il principe mingrelio Grigol Dadiani. Nel 1857, il principato venne abolito ufficialmente dall'impero russo zarista. Dal 1918 al 1921, la Mingrelia fece parte della Repubblica Democratica di Georgia (RDG). Nel 1921, la Georgia venne "sovietizzata" e più tardi divenne parte dell'Unione Sovietica, come RSS Georgiana. Il 9 aprile 1991, venne ristabilita l'indipendenza della Georgia, di cui faceva parte la Mingrelia.
Il primo presidente della Georgia post-sovietica, Zviad Gamsakhurdia, era un mingrelio. Dopo il violento colpo di stato del 21 dicembre 1991-6 gennaio 1992, la Mingrelia divenne il centro della guerra civile, terminata con la sconfitta dei sostenitori mingreli di Gamsakhurdia. Nonostante tutto, questa regione rimase incontrollabile per il governo centrale durante tutto il periodo della presidenza di Eduard Ševardnadze (1992-2003). La stabilità nella regione venne ulteriormente a deteriorarsi per il fatto che i rifugiati georgiani provenienti dalla zona di guerra abcasica (considerati dai georgiani vittime della pulizia etnica) erano in massima parte mingreli. Nel 2004, dopo la cosiddetta rivoluzione delle rose del novembre del 2003, il presidente georgiano nuovamente eletto, Mikheil Saakashvili, promettendo di risolvere il conflitto con la regione separatista dell'Abcasia unicamente con mezzi pacifici, disarmò i gruppi mingreli che cercavano di combattere praticando una guerriglia con incursioni che partivano dalla Mingrelia.